# Carlos Henrique
Henrique, właśc. Carlos Henrique dos Santos Souza (ur. 2 maja 1983 w Rio de Janeiro) – brazylijski piłkarz grający na pozycji obrońcy w Girondins Bordeaux.

## Kariera klubowa
Henrique profesjonalną piłkarską karierę rozpoczynał we CR Flamengo. W jego barwach zadebiutował 9 lipca 2003 roku w wygranym 2:1 spotkaniu z EC Juventude, w którym wystąpił w podstawowym składzie i został ukarany żółtą kartką. W sezonie 2003 rozegrał łącznie osiem spotkań, a w kolejnym 21. Również w rozgrywkach toczonych w 2004 strzelił swojego pierwszego gola. Uczynił to 12 września w pojedynku z Fluminense FC, a jego bramka była honorowym trafieniem dla Flamengo. W sezonie 2005 wystąpił sześć razy.
Latem 2005 roku Henrique przeszedł do Girondins Bordeaux. W nowym zespole zadebiutował 15 października w meczu z FC Sochaux, zakończonym remisem 1:1. Pierwszą bramkę zdobył w marcu 2006 roku, pokonując bramkarza Toulouse FC i przyczyniając się do zwycięstwa. W sezonie 2006/2007 wystąpił w 15 ligowych pojedynkach, nie zdobywając w nich żadnego gola. Do siatki rywala trafił natomiast w 89 minucie finałowego meczu Pucharu Ligi Francuskiej z Olympique Lyon, zapewniając wygraną Bordeaux. W sezonie 2008/2009, w którym rozegrał 16 spotkań, wraz ze swoją drużyną sięgnął po tytuł mistrza Francji.
| Sezon   | Klub               | Kraj     | Rozgrywki | Mecze | Bramki | Rozgrywki Europy                    | Mecze | Bramki |
| ------- | ------------------ | -------- | --------- | ----- | ------ | ----------------------------------- | ----- | ------ |
| 2003    | CR Flamengo        | Brazylia | Serie A   | 8     | 0      | -                                   | -     | -      |
| 2004    | CR Flamengo        | Brazylia | Serie A   | 21    | 1      | -                                   | -     | -      |
| 2005    | CR Flamengo        | Brazylia | Serie A   | 12    | 0      | -                                   | -     | -      |
| 2005/06 | Girondins Bordeaux | Francja  | Ligue 1   | 18    | 1      | -                                   | -     | -      |
| 2006/07 | Girondins Bordeaux | Francja  | Ligue 1   | 15    | 0      | Liga Mistrzów UEFA                  | 2     | 0      |
| 2007/08 | Girondins Bordeaux | Francja  | Ligue 1   | 17    | 2      | Liga Europy UEFA                    | 3     | 0      |
| 2008/09 | Girondins Bordeaux | Francja  | Ligue 1   | 16    | 1      | Liga Mistrzów UEFA Liga Europy UEFA | 1 2   | 0 0    |
| 2009/10 | Girondins Bordeaux | Francja  | Ligue 1   | 13    | 1      | Liga Mistrzów UEFA                  | 1     | 0      |
| 2010/11 | Girondins Bordeaux | Francja  | Ligue 1   | 2     | 0      | -                                   | -     | -      |
| 2011/12 | Girondins Bordeaux | Francja  | Ligue 1   | 23    | 2      | -                                   | -     | -      |
| 2012/13 | Girondins Bordeaux | Francja  | Ligue 1   | 24    | 1      | Liga Europy UEFA                    | 9     | 0      |
| 2013/14 | Girondins Bordeaux | Francja  | Ligue 1   | 0     | 0      | -                                   | -     | -      |

Stan na: 29 maja 2013 r.